# Erscheinung des Herrn

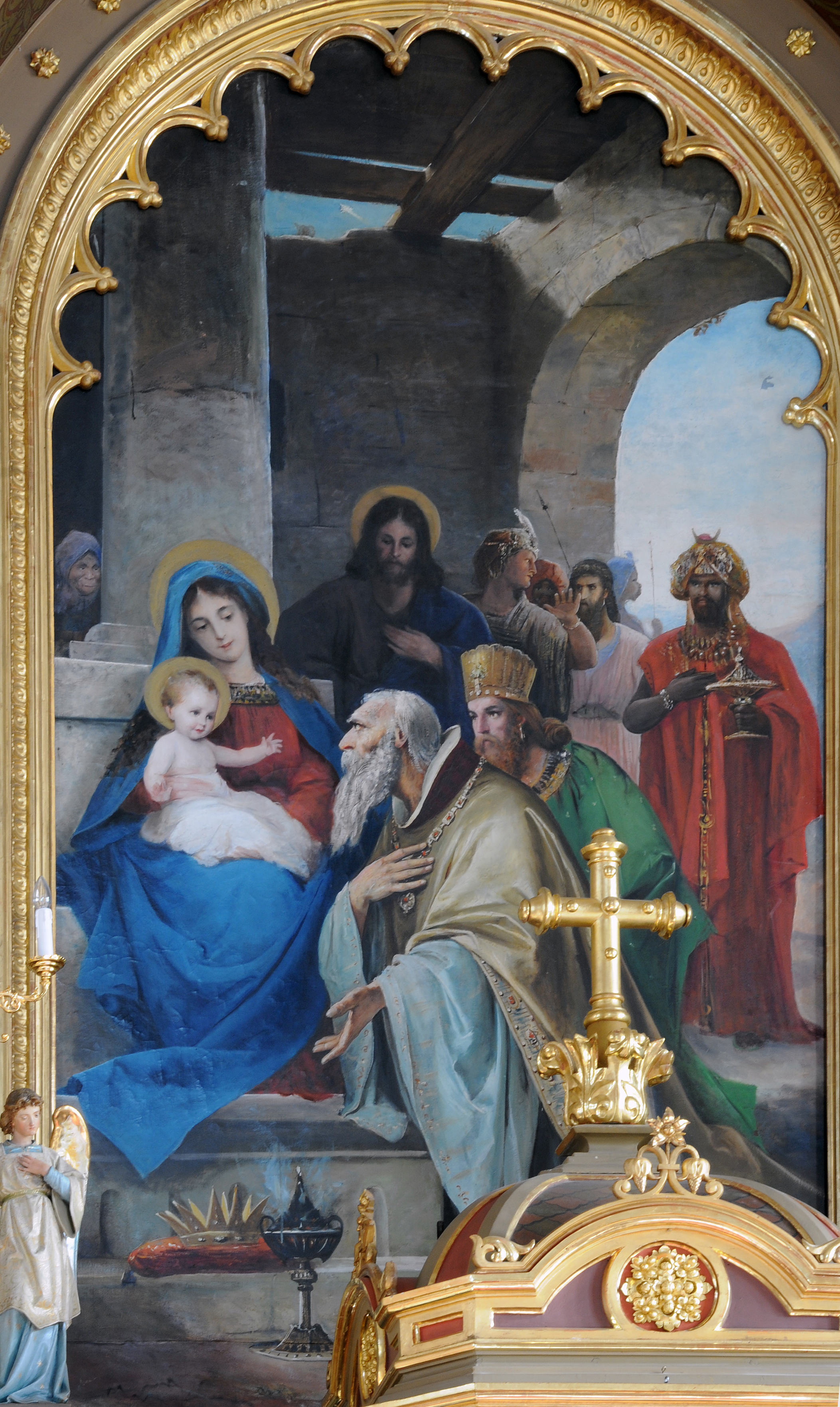
Altarblatt von Josef Moroder-Lusenberg in der Pfarrkirche von St. Ulrich in Gröden (1888)

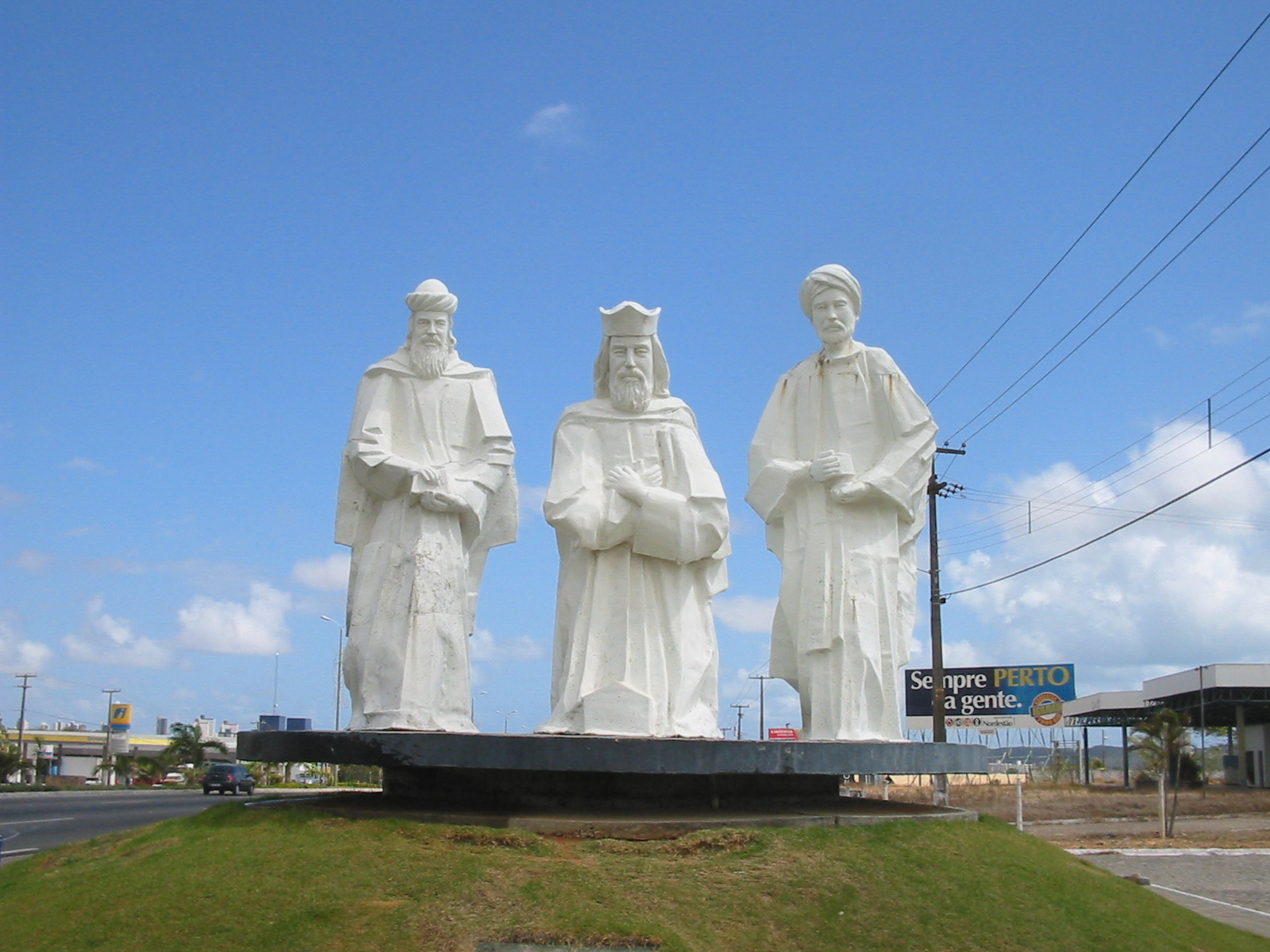
Überlebensgroßes Monument der Heiligen Drei Könige (portugiesisch „Três Reis Magos“) in Natal (Brasilien), 2004

Wappen der Zunft zu den Drei Königen, Zürich

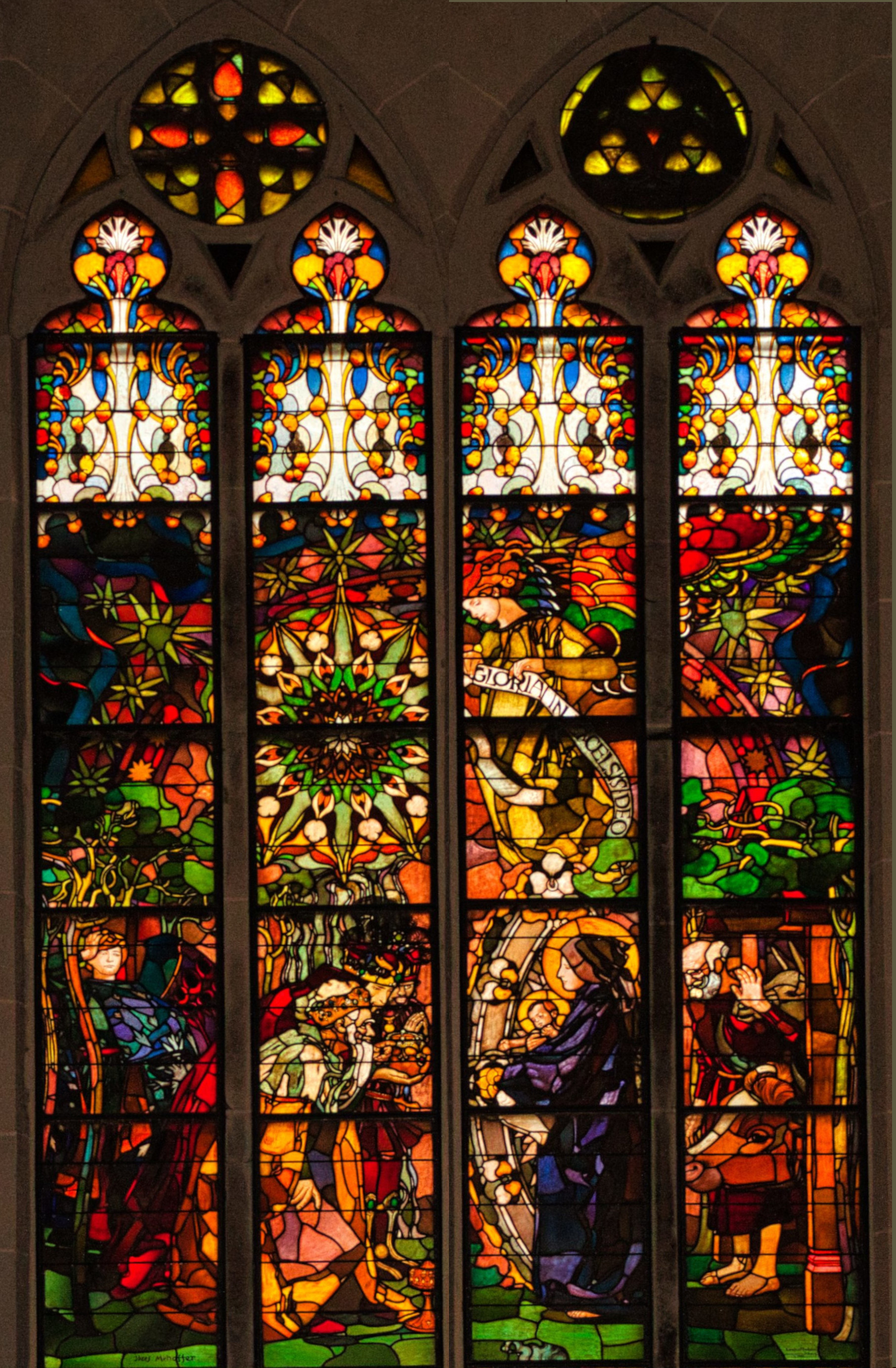
Dreikönigsfenster (1902–1904) von Józef Mehoffer in St. Nikolaus Freiburg, Schweiz

Epiphanias, Epiphania, Epiphanie (von altgriechisch ἐπιφάνεια epipháneïa, latinisiert epiphanīa „Erscheinung“) bzw. Epiphaniasfest ist der ursprüngliche und heute noch in der evangelischen Kirche gebräuchliche Name eines am 6. Januar begangenen Festes im Christentum; in der aktuellen Ausgabe der Perikopenordnung wird es als „Fest der Erscheinung des Herrn: Epiphanias“ bezeichnet. In Teilen, insbesondere in den orthodoxen Kirchen, findet auch die Bezeichnung Theophanie (θεοφάνεια theophanīa „Erscheinen Gottes“) synonym hierzu Verwendung.
In der katholischen Kirche wird es als Hochfest der Erscheinung des Herrn (Sollemnitas in Epiphania Domini), volkstümlich und in vielen Kalendern auch als Dreikönigsfest, Dreikönigstag, Heilige Drei Könige und Heiligedreikönigstag bezeichnet, regional vereinzelt bis heute u. a. auch als Großneujahr, Hohes Neujahr, Hochneujahr oder Oberster. In Österreich wird dieser Tag auch Weihnachtszwölfer genannt. Diese Bezeichnung leitet sich vermutlich von dem alten Brauchtum ab, das Weihnachtsfest zwölf Tage lang zu begehen, wovon der letzte Tag das Fest der Erscheinung des Herrn war.
Das Fest wird von den Westkirchen der Anbetung des Kindes durch die Weisen aus dem Morgenland zugeordnet. In den orthodoxen Kirchen ist es das Hochfest der Theophanie des Herrn, der Offenbarung der allerheiligsten Dreiheit Gottvater, Sohn und Heiliger Geist bei der Taufe Jesu (Lukas 3,21–22 ).

## Kalendertag
Epiphanie und Geburt Christi wurden ursprünglich am 6. Januar in einem Fest gefeiert. In der Armenischen Apostolischen Kirche ist das bis heute noch der Fall, wohingegen das Fest der Geburt Christi in der römischen Staatskirche um das Jahr 432 n. Chr. auf den 25. Dezember verlegt wurde. Durch die Kalenderreform von 1582 wurden auch die Feste von orthodoxer und katholischer Kirche gegeneinander verschoben. Der 25. Dezember des julianischen Kalenders fiel im 19. Jahrhundert auf den 6. Januar und fällt im 20. und 21. Jahrhundert auf den 7. Januar des gregorianischen Kalenders, dennoch feiern die orthodoxen Kirchen Weihnachten am 25. Dezember. Da für die armenischen Christen im Heiligen Land ebenso der julianische Kalender gilt, wird dort Weihnachten zusammen mit dem Fest der Taufe Christi als Epiphanias am julianischen 6. Januar, nach gregorianischem Kalender am 19. Januar begangen.

## Nichtchristliche Vorbilder
Im hellenistischen Ägypten wurde in der Nacht vom 5. zum 6. Januar die Geburt des Sonnengottes Aion aus der Jungfrau Kore gefeiert. Am Tag des 6. Januar folgte das Schöpfen des heilbringenden Wassers aus dem Nil.
Im antiken Griechenland wurde mit den Wörtern theopháneia und epipháneia das Erscheinen einer Gottheit bezeichnet, mit ersterem auch das Vorzeigen aller Götterbilder bei einem Fest in Delphi.
Im antiken römischen Kaiserkult im hellenistischen Osten des Römischen Reiches formte sich ein Feiertag, der die göttliche Erscheinung des Divus als Teil des Zeremoniells beinhaltete. Der Ritus wurde ebenfalls zu Beginn des Januars gefeiert und basierte auf der Epiphanie Iulius Caesars, der beim Überschreiten des Rubikon am 10. Januar 49 v. Chr. vom Volk als Heiland und lebender Gott (wahrscheinlich Divus Iulius) begrüßt und angebetet wurde.
Grundsätzlich bedeutete die Epiphanie nichts anderes als adventus, die Ankunft des römischen Herrschers und „seinen glückverheißenden Einzug in eine Stadt“.
Spätestens im 2. Jahrhundert entstand in der Ostkirche das christliche Epiphanias- oder Theophaniefest, das bis zum 4. Jahrhundert das alte Ritual des Kaiserkultes überlagert hatte.
Nach der konstantinischen Wende gingen einige Elemente des vorchristlichen Epiphaniaskultes, sofern sie sich auf Christus übertragen ließen, in die Liturgie ein. Die kaiserlichen Epiphanie-Riten hielten sich in Byzanz bis zum Untergang des oströmischen Reiches, allerdings immer eingeschränkter, da die Stellung der divinisierten Caesaren als römische Staatsgötter gegenüber der Rolle des lebenden Herrschers als Stellvertreter Christi zurückgedrängt wurde. Das ursprüngliche Datum der Epiphanie ist unbekannt. Die älteste sichere Quelle nennt neben dem 20. Mai vor allem den 10. Januar, aber auch den heute gebräuchlichen 6. Tag des neuen Jahres. An diesem Tag, berichtet Clemens von Alexandria, feierte die gnostische Sekte der Basilidianer die Taufe Jesu, durch die nach ihrem Verständnis der Mensch Jesus Sohn Gottes wurde.

## Christliche Theologie und Liturgie
Mit „Erscheinung“ ist die menschliche Gegenwart Gottes in der Person Jesu Christi gemeint. Dabei wird der Geburt Jesu mit der Verehrung durch die jüdischen Hirten, der Anbetung der Weisen (Mt 2 ), seines kindlichen Wirkens bis zu seiner Taufe im Jordan (Mt 3,13–17 ) und seines ersten Wunders bei der Hochzeit zu Kana (Joh 2,1–11 ) gedacht. Die abendländische Kirche (Westkirche), welche Jesu Geburt am 25. Dezember (Weihnachten) begeht, übernahm später das Epiphanie-Fest, feierte jedoch statt der Geburt die „drei Wunder“ der Anbetung der Könige (auch „Anbetung der Weisen“ genannt), der Taufe Jesu im Jordan und der Hochzeit zu Kana. Das Fest kann als „Königsfest“ bezeichnet werden, da es besonders die Erscheinung der königlichen Macht Jesu Christi und seine Anbetung als König betont. Dieser Gedanke wurde 1925 von Papst Pius XI. in der römisch-katholischen Kirche zum Thema eines eigenen Festes, des Christkönigsfestes, erhoben.
Die geltenden Lese- und Perikopenordnungen in den evangelischen, katholischen und anglikanischen Kirchen beziehen sich mit dem Evangelium (Mt 2,1–12 ) vor allem auf die Anbetung der Weisen, so dass dieser Festinhalt heute naturgemäß im Vordergrund steht. Die in der römisch-katholischen Leseordnung gebotene alttestamentliche Lesung Jes 60,1–6  sowie die Epistel Eph 3,2–3a.5–6  sind auch in der evangelischen Perikopenordnung in der fünften bzw. zweiten Reihe vorgesehen. Dort kommen als weitere Lesungen Joh 1,15–18  (III), Kol 1,24–27  (IV) und 2 Kor 4,3–6  (VI) hinzu.
Die Taufe im Jordan ist dem folgenden Sonntag – in der römisch-katholischen Kirche als Fest der Taufe des Herrn, im evangelischen Kirchenjahr als 1. Sonntag nach Epiphanias bezeichnet –, die Offenbarung bei der Hochzeit zu Kana dem wiederum darauf folgenden „2. Sonntag nach Epiphanias“ (evangelisch) bzw. dem „2. Sonntag im Jahreskreis“ im Lesejahr C (katholisch) zugeordnet. In vorherigen evangelischen Perikopenordnungen wurde das Evangelium von der Taufe Jesu (Mt 3,13–17 ) noch an Epiphanias gelesen.
Es wird angenommen, dass die Epiphanie in der Westkirche erst nach der dortigen Einführung des Weihnachtsfestes am Festtag des Sol Invictus, also frühestens im 4. Jahrhundert, liturgisch anerkannt wurde.

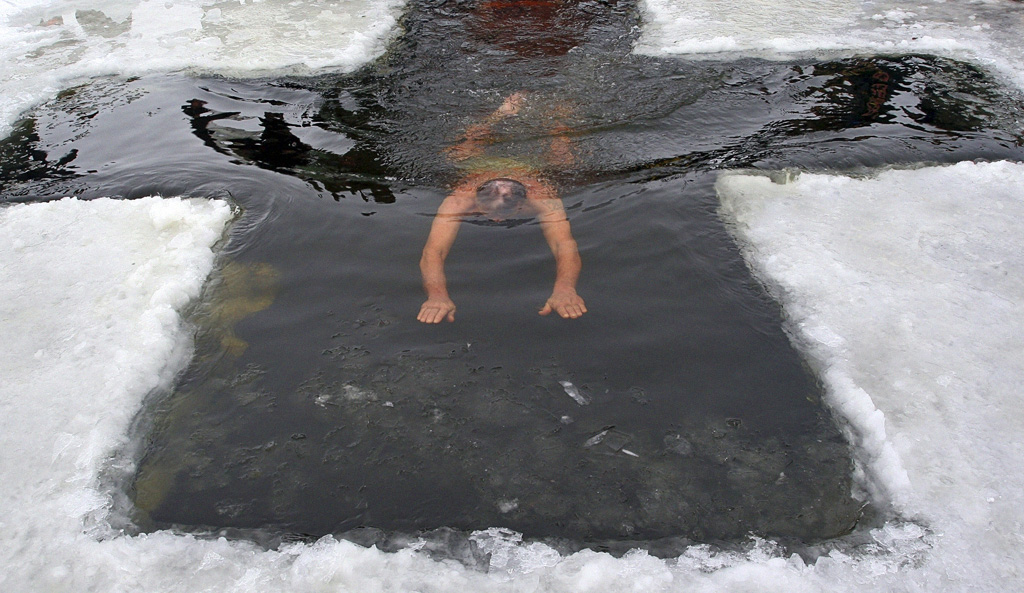
Traditionelles Eisbaden zu Epiphanias am 19. Januar in Kasan (Russland)

Die Ostkirche feiert seit der Einführung von Weihnachten am 25. Dezember im Kirchenjahr mit Epiphanias nur mehr die „Taufe Jesu“, bei den Slawen verbunden mit einer Segnung des Wassers („Große Wasserweihe“) und häufig einer Prozession zu einem Gewässer. Da ein Teil der Orthodoxie, vor allem in Russland und Serbien, liturgisch am julianischen Kalender festhält, wird das  orthodoxe Weihnachten in den betroffenen Ländern derzeit am 7. Januar und Epiphanie erst am 19. Januar begangen.
In der Liturgie der katholischen Kirche wird das Fest der Erscheinung des Herrn als Hochfest gefeiert. Bis 1955 hatte das Fest zudem einen Vigiltag am 5. Januar und eine Oktav, die am 13. Januar endete; von dieser blieb nach ihrer Abschaffung durch Papst Pius XII. noch der ehemalige Oktavtag übrig, an dem bis zur Liturgiereform des Zweiten Vatikanischen Konzils das Fest der Taufe des Herrn gefeiert wurde. Die Vigilfeier des Festes der Erscheinung hatte ein eigenes liturgisches Proprium. Auch der Kalender der evangelischen Kirche enthält das Fest Epiphanias.

## Gesetzlicher Feiertag
Der 6. Januar ist ein staatlicher Feiertag in Österreich, Liechtenstein, Italien, San Marino, Spanien, Andorra, Schweden, Island, Finnland, Kroatien, der Slowakei, Griechenland und Polen.
In Deutschland ist der 6. Januar in Baden-Württemberg, Bayern und Sachsen-Anhalt gesetzlicher Feiertag, in der Schweiz in den Kantonen Schwyz, Tessin und Uri sowie in einigen Gemeinden im Kanton Graubünden.
In Georgien ist der dem 6. Januar des julianischen Kalenders entsprechende 19. Januar als Epiphaniastag gesetzlicher Feiertag.

## Musik
Johann Sebastian Bach komponierte in Leipzig zwei Kantaten für das Fest, das die Weihnachtszeit beschloss: Sie werden aus Saba alle kommen (BWV 65, 1724) und Liebster Immanuel, Herzog der Frommen (BWV 123, 1725). Der sechste Teil seines Weihnachtsoratoriums, Herr, wenn die stolzen Feinde schnauben, ist zur Aufführung im Gottesdienst am Epiphaniasfest bestimmt.

## Brauchtum

### Dreikönigsfest und Sternsinger

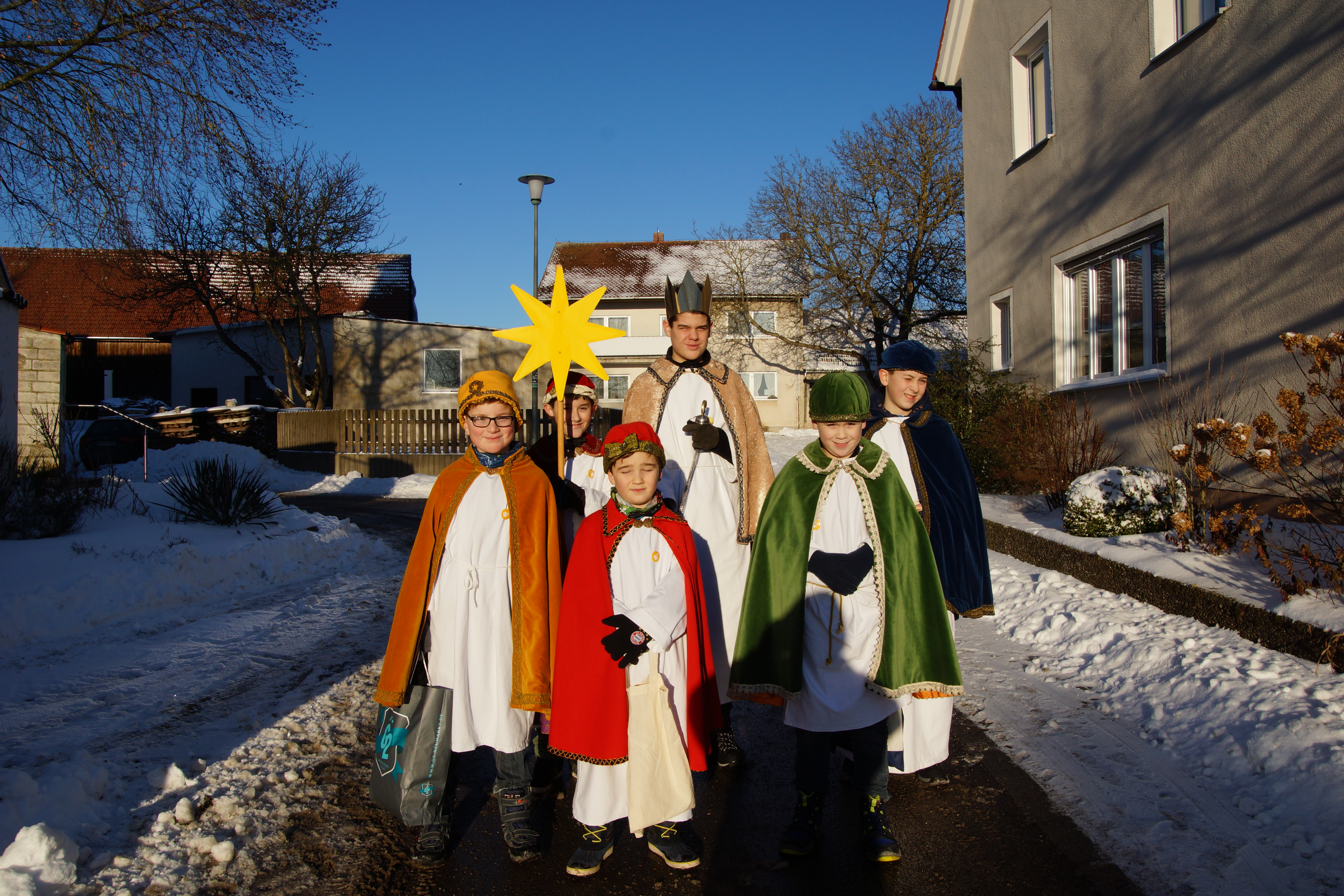
Sternsinger in Bayern

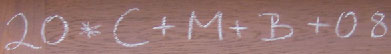
Sternsingersegen an einer Tür der Stadt Regen im Bayerischen Wald für das Jahr 2008

Im Volksbrauchtum der Westkirche wurde das Epiphaniasfest auf das Motiv der heiligen drei Könige, der Weisen aus dem Morgenland, reduziert. Bei den Krippen werden die Figuren am Dreikönigstag um drei Weise aus dem Morgenland ergänzt.
Die Weisen aus dem Morgenland gelten in der Tradition als die ersten Missionare, die die Frohbotschaft in die ganze Welt hinausgetragen haben. Aus diesem Grund gilt das Fest Epiphanie als das älteste Missionsfest.
Basierend auf altem Brauchtum gehen Gemeindemitglieder als „heilige Drei Könige“ mit einem Sternträger von Haus zu Haus. Meistens sind es Kinder und Jugendliche, die diese Aufgabe als „Sternsinger“ wahrnehmen; in katholischen Gegenden sind es Ministranten, Kommunionkinder oder andere Jugendliche der jeweiligen Kirchengemeinde, in Österreich Mädchen und Buben der Jungschar, die nicht nur die Frohbotschaft des Evangeliums verkünden, sondern auch Spenden für benachteiligte Kinder sammeln. Diese Tradition wird in Deutschland durch das Kindermissionswerk „Die Sternsinger“ unterstützt. In Österreich sammelt das Werk des Heiligen Apostels Petrus für die Weltmission und die Förderung von Projekten in Entwicklungsländern, und das Sternsingen wird von der jeweiligen Diözese als Dreikönigsaktion, Hilfswerk der Katholischen Jungschar durchgeführt.
Den Menschen, die die Sternsinger einlassen, singen die Sternsinger ein Lied und/oder sagen ein Gedicht bzw. ein Gebet auf. Dann schreiben sie an die Haustüren bzw. die Türbalken mit geweihter Kreide die traditionelle Segensbitte C+M+B mit der jeweiligen Jahreszahl, getrennt durch den Stern und drei Kreuze, die als Glaube, Liebe und Hoffnung interpretiert werden können. Geläufiger ist die Deutung als Abkürzung der legendarischen Namen der heiligen drei Könige Caspar, Melchior und Balthasar, für Lateinkundige sind es die Anfangsbuchstaben des Segensspruchs „Christus Mansionem Benedicat“ (Christus segne dieses Haus).
In der römisch-katholischen Kirche werden an Erscheinung des Herrn traditionell Kreide (für den Haussegen durch die Sternsinger, Christus mansionem benedicat „Christus segne dieses Haus“), Weihrauch (im Gedenken an die Geschenke durch die Weisen aus dem Morgenland) sowie das Dreikönigswasser (im Gedenken der Taufe Jesu im Jordan) gesegnet. Das Benediktionale sieht dafür eigene kurze Gebete und Riten vor.
In Bischofskirchen findet nach der Verkündigung des Evangeliums oder dem Schlussgebet die sogenannte Festankündigung der beweglichen Feste des Jahres statt.
In einigen Ländern werden zum Dreikönigsfest besondere Speisen zubereitet, so z. B. der Dreikönigskuchen, ein Hefegebäck in Form einer Krone.

### Hochneujahr
Der 6. Januar wird im süddeutschen und alpinen Raum im Volksbrauchtum auch als Neujahrstag betrachtet – Hochneujahr, Großes Neujahr, Großneujahr, Oberster oder Öberster.
Der Ursprung dieser Neujahrsvorstellung wurde bisher gemeinhin auf christliche Wurzeln zurückgeführt oder zumindest in einem christlichen Zeitraum angesetzt. Dieser Ansatz für die Vorstellung des 6. Januar als Neujahrstag wird mittlerweile angezweifelt, da er durch keine christliche Tradition gestützt wird – so gibt es beispielsweise keine Urkunde, in der der 6. Januar auf dem Gebiet des Heiligen Römischen Reiches je als offizieller Neujahrstag erwähnt wird, im Gegensatz zu anderen christlichen Neujahrsdatierungen.
Auch mit den Kalenderumstellungen und Anpassungen des 16.–18. Jahrhunderts steht diese Vorstellung in keinerlei Zusammenhang, da die frühesten erhaltenen Nennungen bereits ins 14. Jahrhundert datieren. Eine Deutung des Neujahrsverständnisses vom 6. Januar als Teil eines ursprünglich vorchristlichen Jahreskreises wird daher nicht mehr ausgeschlossen.
Mit einer vorchristlichen Vorstellung des 6. Januar als Neujahrstag verbinden sich weitere Elemente des Volksglaubens, z. B. die Rauhnächte (auch Raunacht oder Rauchnacht).
In Oberfranken ist mit dem Hochneujahrstag der Brauch des „Stärk’ antrinken“ am Vorabend oder am Abend des 6. Januar verbunden.

### Tauchen nach dem ehrenvollen Kreuz
Orthodoxe Christen, die Weihnachten am 25. Dezember nach dem Gregorianischen Kalender feiern, begehen am 6. Januar das Fest der Theophanie oder Epiphanie (Богоявление). Priester segnen die Gewässer und werfen das časni krst, das „ehrenvolle Kreuz“, in die kalten Gewässer; Männer und selten auch Frauen tauchen nach ihm, um es an Land zu holen, was Glück bringen soll. In Serbien und Russland, wo die orthodoxe Kirche den Julianischen Kalender verwendet, fällt das Datum mit demselben Brauchtum auf den 19. Januar. Der Feiertag wird in Serbien Bogojavljenje (Богојављење) und in Russland Богоявление genannt. Der Brauch ist an die Taufe Jesu im Jordan angelehnt.

### Wetterregeln
Für den Dreikönigstag gelten volkstümlich Wetterregeln:
1. „Dreikönigsabend hell und klar, verspricht ein gutes Weinjahr.“
2. „Ist bis Dreikönig kein Winter, folgt keiner dahinter.“

### Geschenke

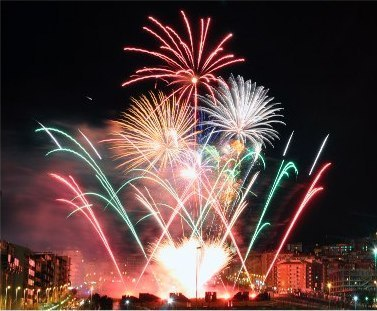
Dreikönigsfeuerwerk in Jaén in Andalusien, 2010

In Italien findet die Bescherung von Geschenken erst am 6. Januar statt, an La Befana. In Spanien bringen traditionell erst die Drei Könige den Kindern die Geschenke, wie sie auch dem Jesuskind Geschenke brachten. Bei dem Umzug Cabalgata de los Reyes Magos ziehen sie mit ihrem Gefolge durch die Stadt: Wenn die Kinder vom Umzug zurück nach Hause kommen, waren die Könige schon da und haben die Geschenke hinterlassen. Oft legen die Kinder vorher Futter für die Kamele der Könige auf das Fensterbrett. Wenn die Kinder nicht brav waren, gibt es statt der Geschenke ein Stück Kohle – heute meist ein schwarz eingefärbter Brocken Zucker.

### Fastnacht
In der schwäbisch-alemannischen Fasnet beginnt traditionell am Dreikönigstag die Fastnacht mit verschiedenen Bräuchen.

### Rauchen
In Vale de Salgueiro treffen sich die Dorfbewohner in der Nacht vom 5. auf den 6. Januar zum gemeinsamen Feiern und rauchen, wobei hier traditionell auch Kinder rauchen. Dieses Brauchtum ungeklärten Ursprungs wird seit Jahren kritisch in den Medien behandelt. Auch die Behörden stehen dem Ritus kritisch gegenüber; versuchten 2019 allerdings vergeblich, die Minderjährigen vom Zigarettenkonsum abzuhalten.